# George Laurer
George Joseph Laurer (23 de setembro de 1925 – 5 de dezembro de 2019) foi um engenheiro da IBM em Research Triangle Park. Publicou 20 boletins, obteve 25 patentes e desenvolveu o Universal Product Code (UPC) em 1973. Criou o código e o padrão usado para o UPC, baseado na ideia mais geral para código de barras de Norman Joseph Woodland.

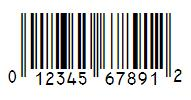
UPC por George J. Laurer

## Vida e carreira
Trabalhou durante 36 anos na International Business Machines Corporation (IBM), aposentando-se em junho de 1987. Em 1980 recebeu o prêmio Corporate Technical Achievement da IBM por seu trabalho sobre a proposta do Universal Product Code que foi lançado em 1970 pela McKinsey & Co. e Uniform Grocery Product Code Council, Inc.

## Publicações
- David Savir, George J. Laurer: "The Characteristics and Decodability of the Universal Product Code". IBM Systems Journal 14(1): 16-34 (1975) doi:10.1147/sj.141.0016